# الحب والصيف (رواية)
الحب والصيف (بالإنجليزية: Love and Summer)‏ هي رواية للكاتب البريطاني ويليام تريفور، نشرت عام 2009، لأول مرة عن دار نشر فايكنغ بريس.